# Batocera nebulosa
Batocera nebulosa là một loài bọ cánh cứng trong họ Cerambycidae.